# Joseph Garavel
Joseph Garavel, né le 4 mars 1892 à Morette (Isère) et mort le 29 mai 1984 à Hyères (Var), est un homme politique français.

## Biographie
Joseph Garavel est issu d'une famille de cultivateurs. Il participe à la Première Guerre mondiale et en ressort mutilé avec 30 % d'invalidité.
En 1929, il devient maire de Morette et est élu conseiller général de Tullins en 1945. Sollicité par les dirigeants de la Fédération radicale de l'Isère pour être en juin 1946 leur candidat aux élections à l'Assemblée constituante, il décline la proposition. Mais en novembre 1946, il accepte leur investiture pour les législatives à la tête d'une liste RGR dont il sera le seul élu.
À l'Assemblée nationale, il est membre de la Commission de l'agriculture (1946-1951) ; membre à la Commission du ravitaillement le 17 décembre 1946 puis secrétaire en janvier 1949 ; puis plus tard en 1950, il est nommé membre de la Commission du travail et de la sécurité sociale ; membre de la Commission de la reconstruction et des dommages de guerre (1951). Le 26 janvier 1948, il est désigné pour être sur la liste des jurés de la Haute cour de justice. 
Il se représente aux législatives de 1951 en tête de la liste Radicale-Socialiste et est réélu avec 28 789 voix sur 250 742 suffrages exprimés.
Aux législatives de 1956, il mène la liste du Rassemblement Républicain (PRRRS et UDSR) mais elle ne recueille que 22 220 voix sur 284 178 suffrages, ce qui n'est pas assez pour avoir des élus.
Il est choisi par Jean Berthoin pour être son suppléant lors des sénatoriales de 1965.
Joseph Garavel est chevalier de la Légion d'honneur et aussi officier du Mérite agricole.

## Source
- Alfred Salinas, L'Etat clientéliste, Editions La Bruyère, 2000 (l'ouvrage contient une évocation de la carrière d'homme politique et de syndicaliste paysan de Garavel, p. 301-304)

## Détail des fonctions et des mandats
Mandats locaux
- 1929 - 19 : Maire de Morette
- 1945 - 1973 : Conseiller général du Canton de Tullins

Mandats parlementaires
- 10 novembre 1946 - 4 juillet 1951 : Député de l'Isère
- 17 juin 1951 - 1er décembre 1955 : Député de l'Isère